# 4-й Ходынский проезд
Четвёртый Ходы́нский прое́зд (до 15 апреля 2013 года — проекти́руемый прое́зд № 6341) — проезд в Северном административном округе города Москвы на территории Хорошёвского района.

## История
Проезд получил современное название 15 апреля 2013 года, до переименования назывался проекти́руемый прое́зд № 6341. Возник на месте участка ВПП Ходынского аэродрома.

## Расположение
4-й Ходынский проезд проходит от Ходынского бульвара на северо-запад до проезда Берёзовой Рощи. По 4-му Ходынскому проезду не числится домовладений.

## Транспорт

### Автобус
- 175, 818: от проезда Берёзовой Рощи до Ходынского бульвара.

### Метро
- В 900 метрах от проезда находится станция метро «ЦСКА» Большой Кольцевой линии, вестибюли которой расположены в парке Ходынское поле.